# Île d’Yeu
Die Île d’Yeu ist eine französische Atlantikinsel. Sie liegt 20 Kilometer vor der westfranzösischen Küste.

## Lage
Das Eiland mit einer Oberfläche von rund 23 Quadratkilometern ist die am weitesten vom Festland entfernte französische Atlantikinsel. Der Pont d’Yeu ist eine historische Landverbindung, die vor mindestens 45 Millionen Jahren entstanden ist. Heute liegt er größtenteils unter Wasser; nur bei starkem Niedrigwasser ragt ein Teil davon aus dem Meer, und man kann auf ihm bis zu 4 Kilometer vom Festland aus in Richtung Insel laufen. Hauptstadt und Fährhafen der Insel ist Port-Joinville.
Unter dem Namen L’Île-d’Yeu ist die Insel eine Gemeinde mit 4887 Einwohnern (Stand 1. Januar 2022) und den Orten Port-Joinville, Port-de-la-Meule und Saint-Sauveur. Sie ist die westlichste Gemeinde des Départements Vendée.

## Wirtschaft
Haupteinnahmequelle der rund 4600 Insulaner sind der Tourismus und (heute nur noch im geringen Umfang) der Fischfang. Ende 2015 waren zwei Drittel der 33 auf der Insel registrierten Fischerboote in der Küstenfischerei tätig, der sogenannten petite pêche.

### Tourismus
Die Ostküste bietet gute Bademöglichkeiten, da der Strand flach ins Meer abfällt. Die südwestliche Côte Sauvage ist steil und felsig, unterbrochen von einigen Buchten mit Badestränden. Der Ort Saint-Sauveur mit Kirche, Kneipe und Markt gilt als heimliche Hauptstadt der Insel. Sehenswert ist auch Port-de-la-Meule, ein kleiner Naturhafen an der Côte Sauvage. Zwischen den größeren Siedlungsflächen liegen an den Schnittstellen der größeren Straßen kleine, Ker genannte Dörfchen. Das Wort Ker ist aus dem lateinischen quadrivium (französisch carrefour) für Kreuzung entlehnt.
Im Sommer besuchen tausende von Tagesbesuchern die Insel. Vor allem reiche Pariser besitzen ein Haus auf der Insel, dadurch leben in der Hochsaison etwa 35.000 und im Winter nur 5.000 Personen auf der Insel. Sie setzen zumeist von Fromentine, Pointe de la Fosse oder Saint-Gilles-Croix-de-Vie aus mit dem Boot über. Drei verschiedene Schifffahrtsgesellschaften transportieren die Touristen, die V.I.I.V. (Vedettes Inter Îles Vendéennes), die Compagnie Vendeénnes und die Compagnie Yeu-Continent (die V.I.I.V ging im Mai 2007 in Konkurs). Mit  Katamaranen ist die Insel in 30 Minuten zu erreichen. Es besteht auch eine Helikopterverbindung. Im Nordwesten der Insel liegt der Flugplatz Île d’Yeu (IATA-Code IDY ICAO-Code LFEY) für kleinere Maschinen mit einer 1220 m langen, asphaltierten Landebahn sowie einer 575 m langen Graspiste. Von Nantes aus ist die Insel in 30 Minuten zu erreichen.

## Geschichte

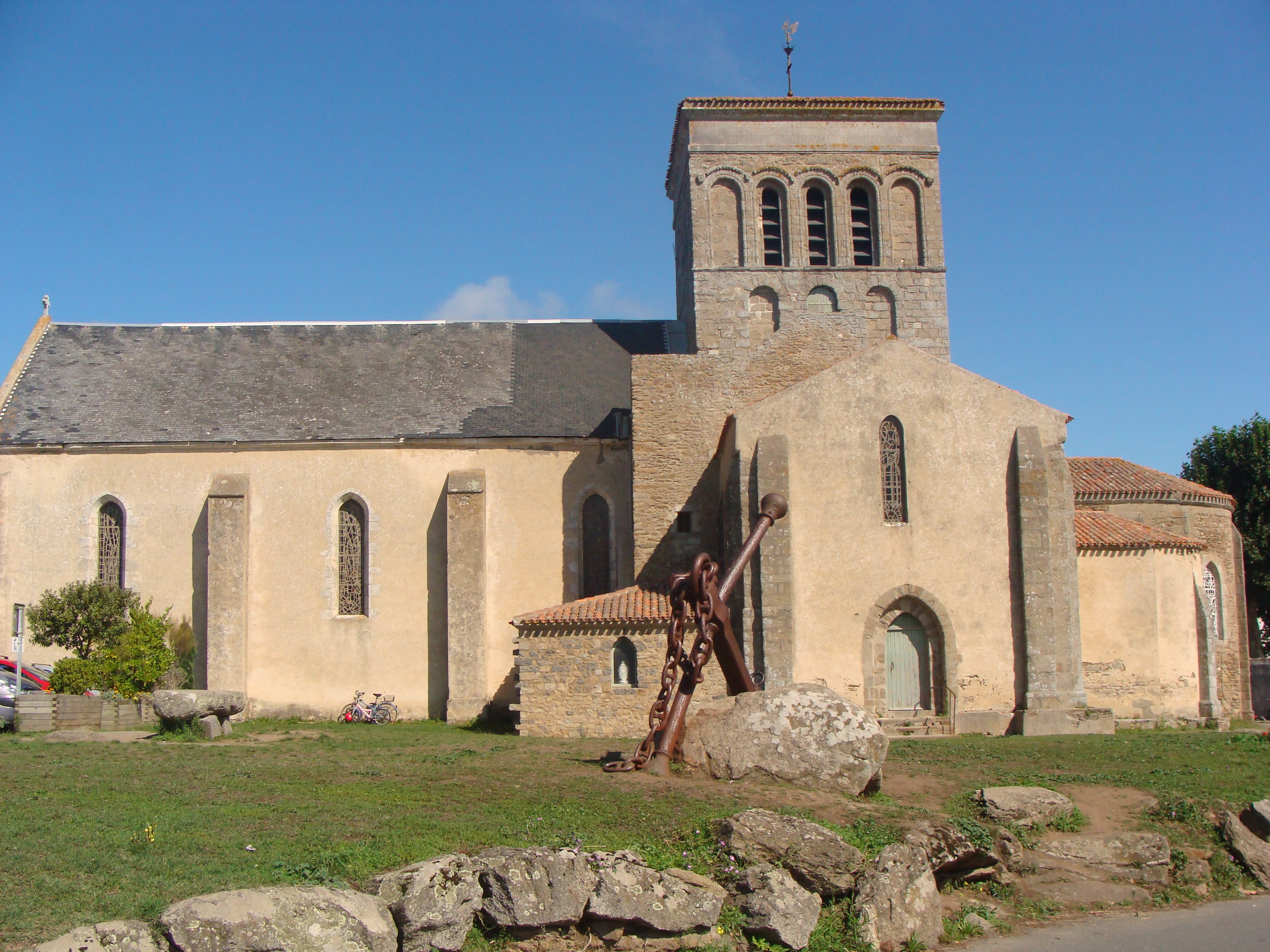
Kirche von Saint-Sauveur

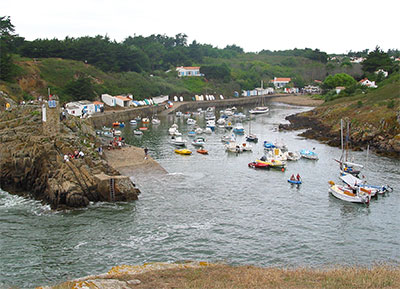
Port-de-la-Meule an der Côte Sauvage

Über die ganze Insel verstreute Dolmen und Menhire belegen eine Besiedlung in der Jungsteinzeit. Der Dolmen de la Planche à Puare liegt an der Anse des Broches, an der Nordküste der Île d’Yeu. Der Dolmen (französisch Dolmen simple) des Petits Fradets (auch Maison de la Gournaise genannt) liegt bei La Gournaise an der Straße „Route des Petits Frades“ und nahe des Galeriegrabs Allée couverte des Tabernaudes an der Nordküste. Über die Insel verteilt finden sich Menhire: der Amporelles-Stein, der Chien à l’Affût, der Menhir von Chiron Lazare, die Pierres du Pain et du Beurre (dt. Brot und Butter-Steine) und der Menhir du Sud.
Lateinisch hieß die Île d’Yeu Insula Oya. Im Mittelalter bewirtschafteten Mönche die Insel. Während des Hundertjährigen Krieges fiel die Insel an die englische Krone.

### Zitadelle
Ein sieben Meter hoher Menhir wurde im 18. Jahrhundert durch zwei große Windmühlen ersetzt. Diese wiederum fielen der Zitadelle zum Opfer, die 1858–1866 erbaut wurde. Im Ersten Weltkrieg diente sie als Umschlagplatz für Küstenbatterien und deren Munition. Im Jahr 1916 waren hier österreichisch-ungarische Kriegsgefangene untergebracht. 1940 wurden in ihr 125 französische Kommunisten interniert. Von 1940 bis 1944 war die Zitadelle von deutschen Soldaten besetzt. Um die Zitadelle herum wurde ein Wald angepflanzt, um sie zu tarnen. Heute wird der Hof der Zitadelle für öffentliche Veranstaltungen genutzt (Zirkus, Konzerte).

Allée couverte des Tabernaudes
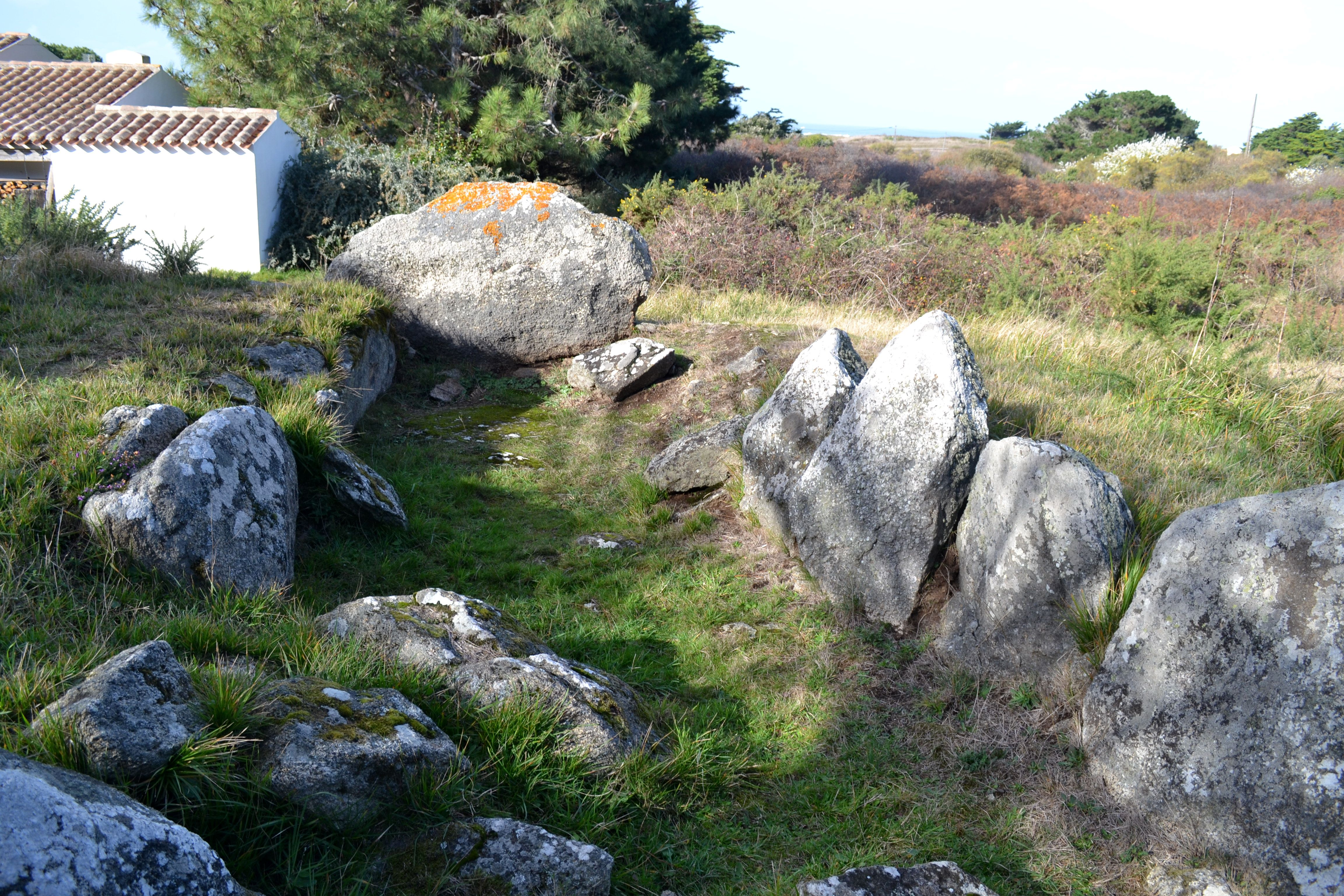
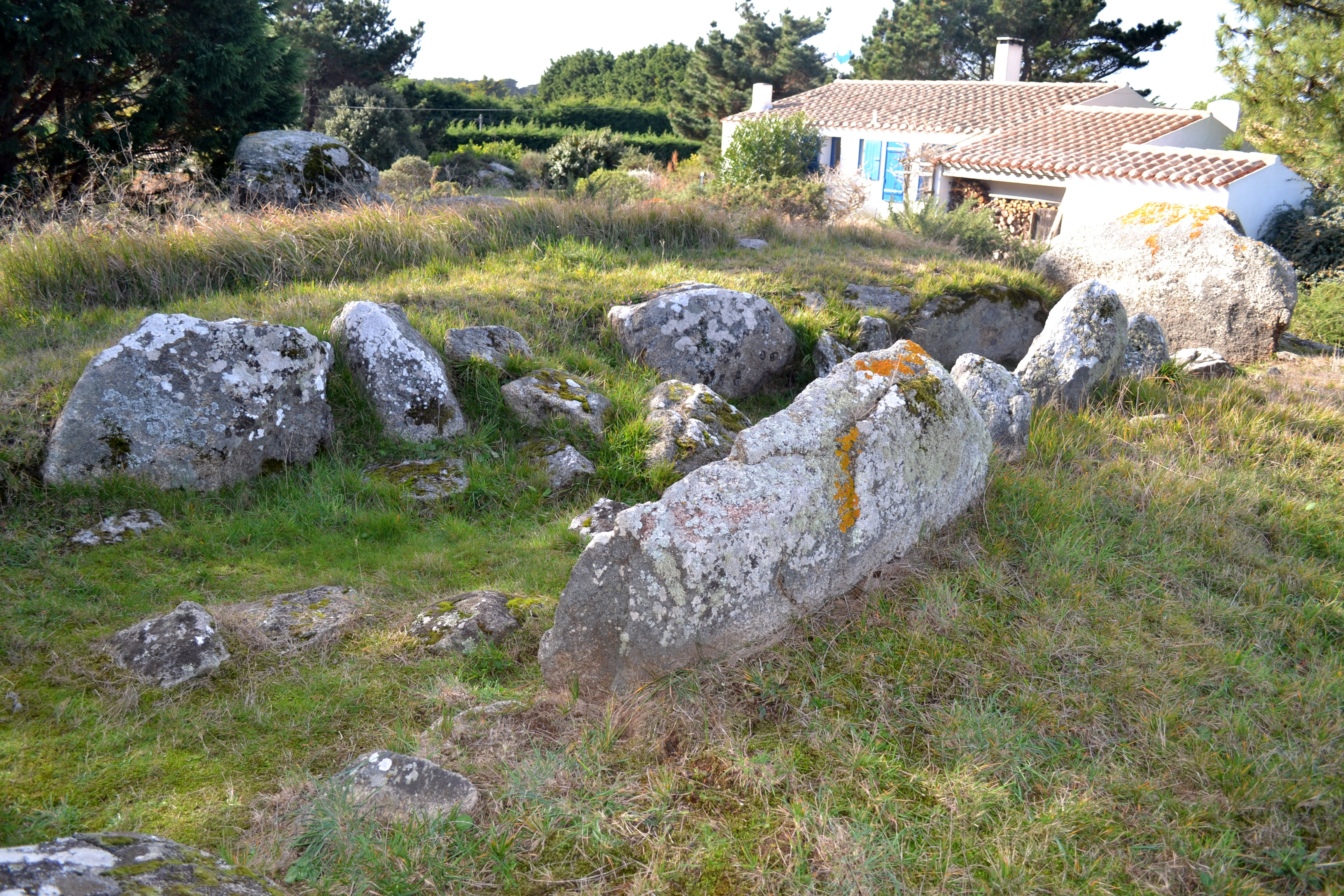
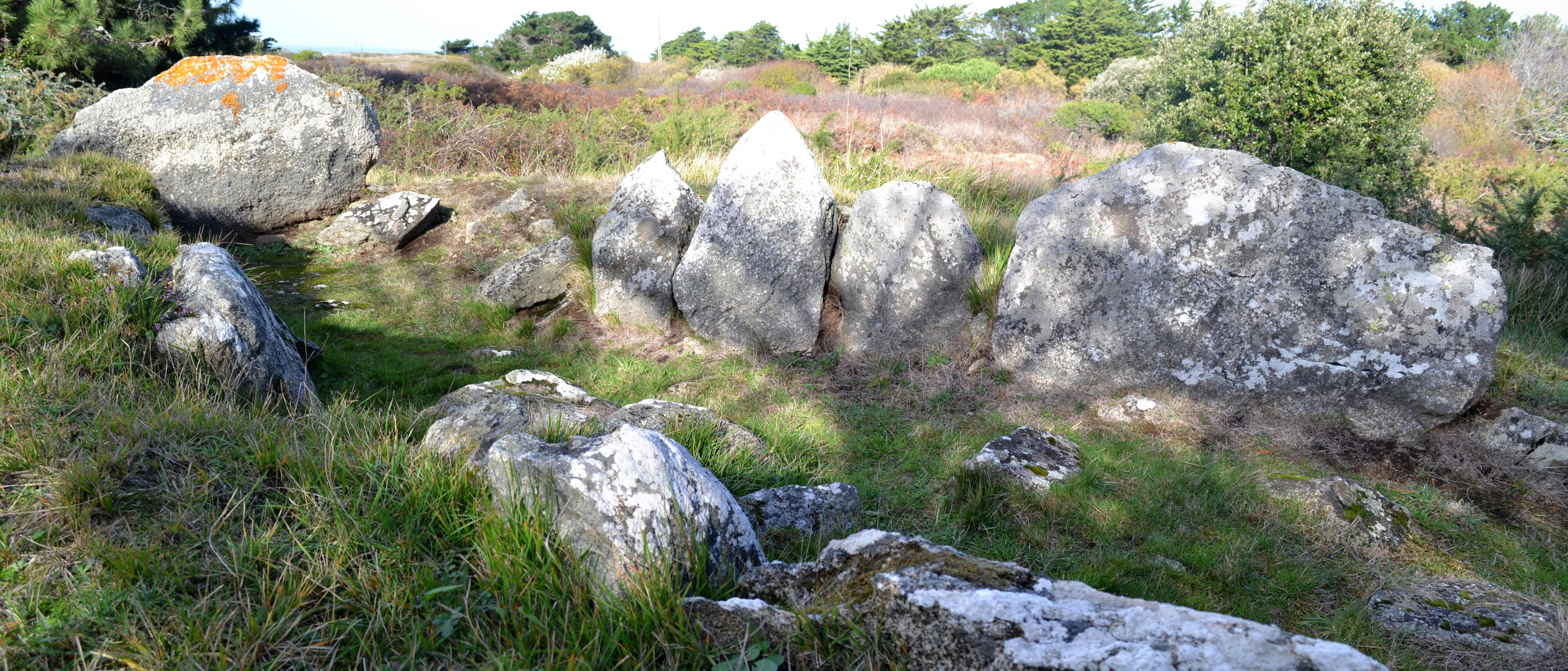
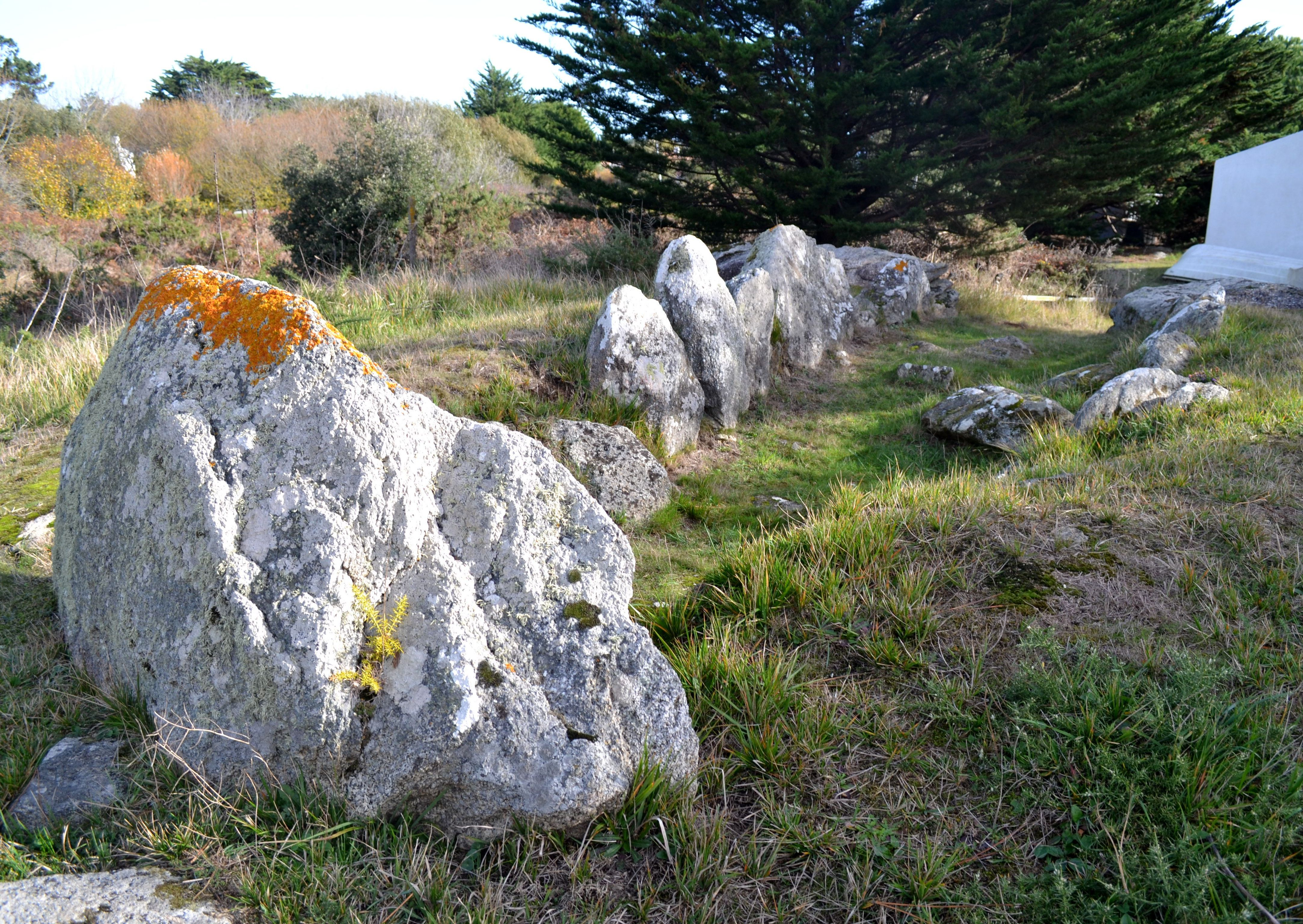

### Vom Zweiten Weltkrieg bis heute
Während des Zweiten Weltkrieges wurde die Insel von der Wehrmacht besetzt. Sie errichtete Bunkeranlagen und Beobachtungsposten. Im November 1944 zog sie sich zurück und zerstörte den großen Leuchtturm der Insel. Nach dem Zweiten Weltkrieg war die Île d’Yeu Verbannungsort für Marschall Philippe Pétain, der 1945 von einem französischen Kriegsgericht wegen seiner Kollaboration mit dem Deutschen Reich zum Tode verurteilt worden war. Charles de Gaulle wandelte die Strafe in lebenslange Haft und Verbannung auf die Île d’Yeu um. Pétain starb am 23. Juli 1951 mit 95 Jahren. Sein Grab liegt auf dem Friedhof oberhalb von Port-Joinville. Zu finden ist es rechts vom Eingang in der Nähe des Täfelchens Perdu en mer.
Im Dezember 1999 litt die Insel durch die Havarie des maltesischen Tankers Erika unter einer Ölpest.

## Bevölkerungsentwicklung
| Jahr      | 1962 | 1968 | 1975 | 1982 | 1990 | 1999 | 2010 | 2018 |
| Einwohner | 4739 | 4786 | 4766 | 4880 | 4941 | 4788 | 4591 | 4829 |

Quellen: Cassini und INSEE

### Wappen
Der gelbe Schild wird von einem blauen Linienband quer geteilt. Auf dem Schildhaupt ruht eine Krone. Umrahmt wird es von zwei Fischen, aufgelegt auf goldenes Band mit dem Motto: In Altum Lumen et Perfugium (lat. für „Licht und Ruhe auf der See“, frz. Au large, la lumière et le repos).

## Îles du Ponant

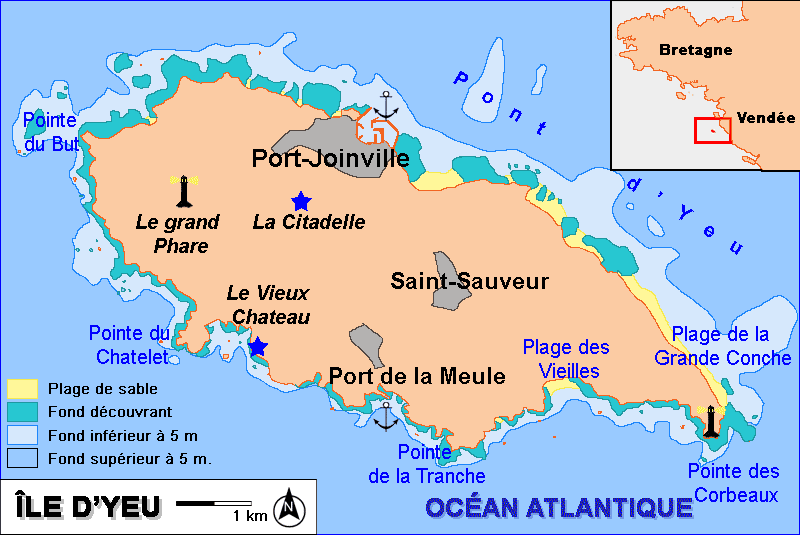
Île d’Yeu

- Île de Sein
- Belle-Île
- Île d’Houat
- Île d’Hœdic